# Yunmeng
Yunmeng (en chino, 云梦; pinyin, Yúnmèng (escuchar)ⓘ) es un condado bajo la administración directa de la Prefectura Xiaogan. Se ubica al este de la provincia de Hubei, sur de la República Popular China. Su área es de 605 km² y su población total para 2017 superó los 530 mil habitantes. 

## Administración
El Condado Yunmeng se divide en 12 pueblos que se administran en 9 poblados y 3 villas.

## Toponimia
El topónimo Yunmeng [/Yin-məng/] se compone de los sinogramas Yu (nube) y Meng ( antiguo término que significa 'humedal'), juntos, evoca una imagen de "humedal brumoso".
El erudito de la dinastía Tang, Zhang Shoujie (张守节) en su obra de geografía Significados Correctos (正义) dice; La antigua ciudad de Yunmeng está situada a orillas del humedal Yunmeng (云梦泽 *Yunmeng ze), de ahí su nombre.
. *Yunmeng ze; era un vasto sistema de lagos y pantanos que existió en la antigua China, principalmente durante las dinastías Zhou, Qin y Han (aproximadamente del siglo XI a. C. al III a. C.).